# Dvd+rw

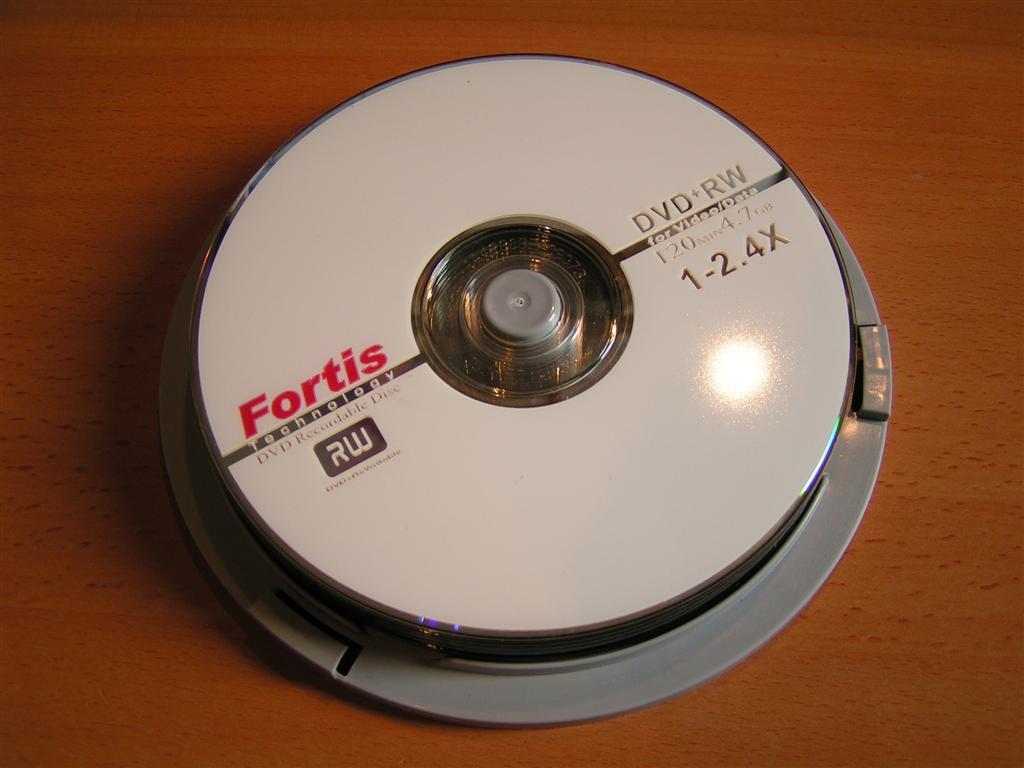
Dvd+rw-schijven.

De dvd+rw is een schijf, bedoeld voor de consument om zelf gegevens op dvd te branden. Met een dvd+rw kunnen de gebrande gegevens weer gewist worden en kunnen er weer nieuwe gegevens op gebrand worden.

## Andere herschrijfbare dvd-types
Op een dvd-rw kunnen (net als dus met de dvd +rw) de gebrande gegevens ook herschreven worden. Een +rw en -rw zijn deels tot volledig te wissen en kunnen dan opnieuw voor opnames gebruikt worden. 
(Een -r en +r kunnen tracks wel wissen, totdat ze gefinaliseerd zijn, maar daarmee komt geen herschrijfbare ruimte vrij).
De afkorting van dvd staat voor digital versatile disc. Doordat die putjes kleiner zijn en dichter bij elkaar staan heeft de dvd een hogere opslagcapaciteit dan een cd, tot maximaal 17 GB.
Dvd-5: Een enkellaags-dvd-schijfje (single layer), met een maximale opslagcapaciteit van 4,38 GB (4,7 GB).
Dvd-9: Een dubbellaags-dvd-schijfje (dual layer), met een maximale opslagcapaciteit van 7,95 GB (8,5 GB).
(Vele - vooral oude - dvd-recorders, en zeer oude dvd-drives van een pc, kunnen de dubbellaagse dvd echter niet lezen / branden. Dubbellaagse dvd's blijken vaak minder betrouwbaar of duurzaam te zijn en zijn nog fors duurder dan de enkellaagse -r en +r.)

## Verschil tussen dvd+r(w) en dvd-r(w)
Eigenlijk is er heel weinig verschil tussen de formaten +r(w) en -r(w). Het verschil is technisch en is door twee verschillende groepen fabrikanten ontwikkeld. Dvd-r was er het eerst en dvd+r kwam later. Dvd-r-discs doen het bijna op alle dvd-spelers. Voor de dvd+r is dit percentage lager, doordat oude dvd-spelers ze niet kunnen afspelen.

### Dvd-r (ontwikkeld door Pioneer)
Voordelen:
- Percentage van het aantal dvd-spelers, die dit formaat ondersteunt ligt hoog.
- Betrouwbaar en beter geschikt dan +r en +rw bij het kopiëren van harddisk naar dvd (met een dvd recorder).
- Iets langere maximale opnameduur (met diverse dvd-recorders), dan met de eveneens enkellaagse dvd+r en dvd+rw.

Nadelen:
- Loopt technisch achter ten opzichte van dvd+r
- Iets hoger storingspercentage dan met type +r tijdens het branden op hoge snelheid.

### Dvd+r (ontwikkeld door Philips, Sony en HP)
Voordelen +r: 
- Kortere lead-in- en lead-out-tijden.
- Tracks zijn ook individueel terug naar de harddisk te kopiëren (wat met -r niet kan met de meeste recorders).

Nadelen +r en +rw:
- Relatief hoog storingspercentage na verloop van tijd.
- Niet zo betrouwbaar - en faalt soms - bij het (vooral snel) kopiëren van harddisk naar dvd+r(w).
- Ondersteund door minder, met name oude, dvd-spelers (dit nadeel geldt wat vaker voor +rw, dan voor +r).
- Maximale opnameduur 8 uur (met opnamekwaliteitsmodus "SLP"), tegen het type dvd-r 10 uur (met veel recorders).

dvd+r · dvd+rw · dvd-r · dvd-rw · dvd-ram